# Каменка (Красноградский район)
Каменка (укр. Кам'янка), село, 
Мартыновский сельский совет, 
Красноградский район, 
Харьковская область.
Код КОАТУУ — 6323382506. Население по переписи 2001 года составляет 193 (93/100 м/ж) человека.

## Географическое положение
Село Каменка находится на расстоянии в 2 км от реки Берестовая (левый берег), выше по течению на расстоянии в 1 км расположено село Гадяч, ниже по течению примыкает село Ольховый Рог, на противоположном берегу расположено село Лебяжье (Зачепиловский район). 
К селу примыкает лесной массив (сосна). 
Рядом проходит автомобильная дорога Т-2119.

## История
- 1860 — дата основания.

## Экономика
- Молочно-товарная ферма.

## Достопримечательности
- Братская могила советских воинов.